# Уда (Рязанская область)
Уда — село в Сапожковском районе Рязанской области России, входит в состав Канинского сельского поселения.

## География
Село расположено в 16 км на северо-восток от центра поселения села Канино и в 13 км на северо-запад от районного центра посёлка Сапожок.

## История
Село Уда до 1880 года в качестве деревни входило в состав прихода села Ново-Красной слободы. Деревянная однопрестольная церковь в честь Архистратига Божия Михаила в 1881 году перенесена была из села Спасского (Пушкино). 
В XIX — начале XX века село входило в состав Мало-Сапожковской волости Сапожковского уезда Рязанской губернии. В 1906 году в селе было 153 двора.
С 1929 года село являлось центром Удовского сельсовета Сапожковского района Рязанского округа Московской области, с 1937 года — в составе Рязанской области, с 2005 года — в составе Канинского сельского поселения.

## Население
| 1859 | 1897 | 1906  | 2010 |
| ---- | ---- | ----- | ---- |
| 726  | ↗898 | ↗1072 | ↘85  |